# Jurij Drohobyč
Jurij Drohobyč, rodným jménem Jurij Michajlovič Donat-Kotermak, známý také jako Giorgio da Leopoli (1450, Drohobyč – 4. února 1494, Krakov) byl ukrajinský učenec, pedagog, básník, filozof, astronom a astrolog. Byl rektorem Boloňské univerzity, profesorem a prorektorem Akademie Istropolitany v Bratislavě a profesorem Jagellonské univerzity v Krakově. Byl prvním ukrajinským akademicky vzdělaným vědcem a prvním ukrajinským autorem tištěné knihy. Jeho žákem byl Mikuláš Koperník. Až do 20. století byly jeho skutečné jméno a národnost široké veřejnosti prakticky neznámé.

## Život
Narodil se v rodině horníka solných dolů. První vzdělání získal u kněze Cerkve svatého Jiří v rodném Drohobyči. Zde získal znalost výpočtu Velikonoc a základní znalost latiny. Koncem roku 1468 nebo začátkem roku 1469 vstoupil na Jagellonskou univerzitu v Krakově, kde získal bakalářský (1470) a posléze i magisterský titul (1473). Studoval pak lékařství a svobodná umění na univerzitě v Bologni, kde se stal doktorem filozofie (asi 1478) a medicíny (asi 1482). V Bologni v letech 1478–1479 a 1480–1482 přednášel astronomii. O vysokém stupni jeho kvalifikace svědčí fakt, že dostal dvojnásobný plat – dvě stě lir místo obvyklých sto. V letech 1481 až 1482 byl i rektorem boloňské univerzity, do jejíž historie vstoupil pod jménem „Giorgio da Leopoli“ (Jiří ze Lvova). Udržoval úzké vztahy s významnými italskými humanisty, včetně Regiomontana. Od roku 1487 byl profesorem na Jagellonské univerzitě. Zemřel v Krakově, kde je i pohřben.

## Dílo
V roce 1483 vydal v Římě knihu Prognostické hodnocení současného roku 1483 (Iudicium pronosticon Anni MCCCCLXXX III), která je první známou tištěnou knihou napsanou Ukrajincem. V této knize byly kromě astrologických předpovědí informace z geografie, meteorologie či filozofie. Uváděl souřadnice měst, o kterých psal, což ukazuje na důkladnou znalost geografie Evropy. Kniha do značné míry seznámila evropského čtenáře se zeměmi východní Evropy. V části „O situaci Polska“ zdůrazňuje, že Lvov a Drohobyč nepatří Polsku. Drohobyč v knize též poznamenal, že obyvatelstvo křesťanských zemí je ohroženo „velkým nebezpečím... v souvislosti s útlakem knížat a pánů“. Vyjadřoval důvěru ve schopnost lidské mysli znát zákony světa.
Pedagogické aktivity Jurije Drohobyče směřovaly k šíření humanistických myšlenek renesance. Věřil, že člověk se může přiblížit Bohu sebezdokonalováním. V pařížských knihovnách se dochovaly kopie dvou jeho astrologických pojednání. Jeho předpověď na rok 1478, kterou přepsal německý humanista G. Schedel, se dochovala v Bavorské státní knihovně v Mnichově. Tato díla svědčila o mj. také o důkladné znalosti antické a středověké literatury.